# نئوکلاسیکال دارک ویو
نئوکلاسیکال دارک ویو (به انگلیسی: Neoclassical dark wave) زیرسبکی از موسیقی دارک ویو می‌باشد که با اتمسفر اتریل و صداهای سوپرانو و نیز عناصر موسیقی کلاسیک شناسایی می‌شود.